# Inteligência em baratas

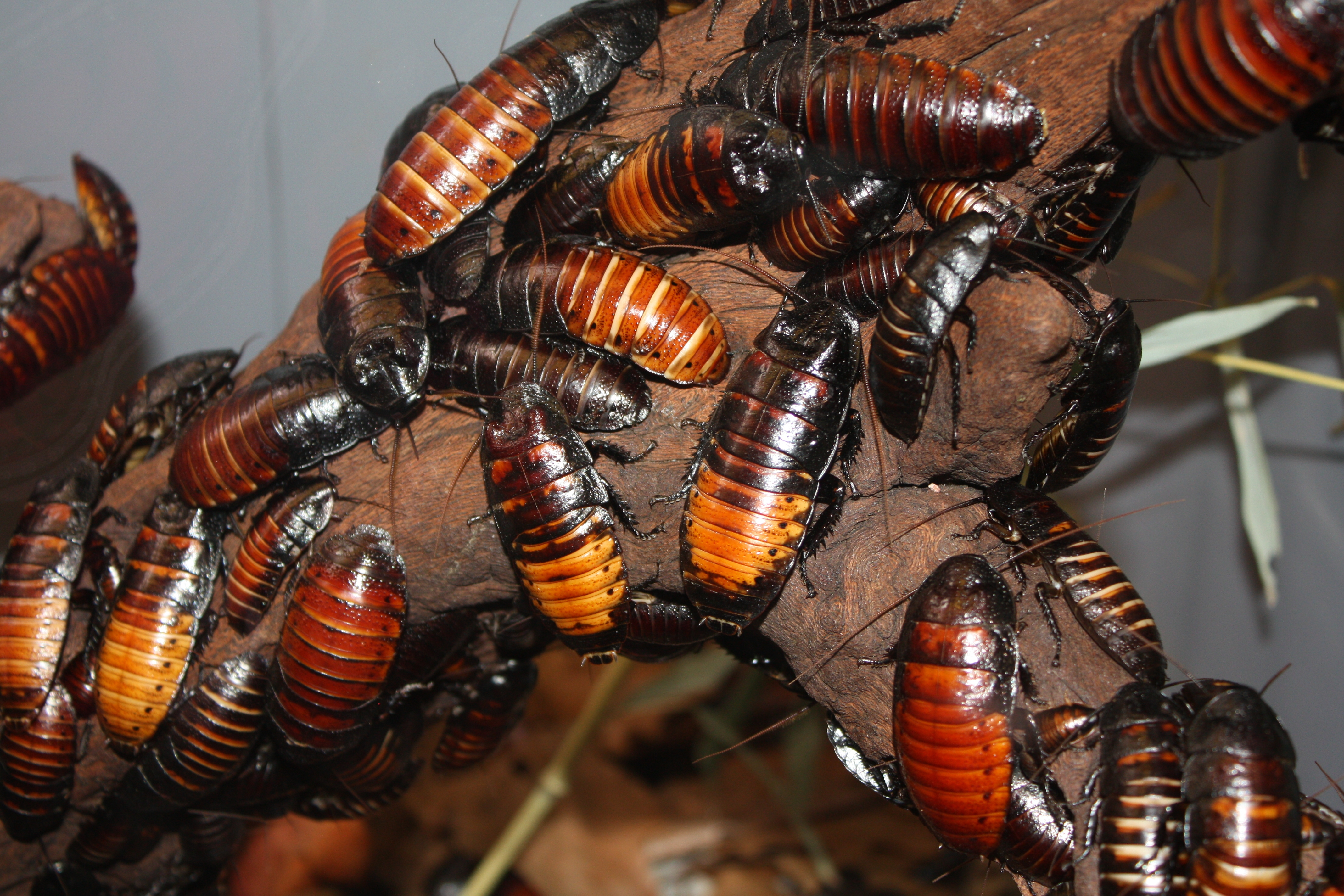
Estudo publicado na "Insectes Sociaux" indica que baratas são sociáveis e sofisticadas, capazes de reconhecer membros da família e suas diferentes gerações.

Os estudos da inteligência em baratas têm demonstrado, assim como outros insetos, que tais animais são dotados de um aparato cognitivo capaz de lhes propiciar diversas ações que podem ser compreendidas como sinais de inteligência, principalmente no que tange as diversas formas de inteligência coletiva e o comportamento social de algumas espécies de insetos, tais como os cupins, abelhas e formigas.

## Estudos
A revista "Insetos Populares" publicou um estudo há a indicação de que esses insetos são sociáveis e sofisticados, capazes de reconhecer membros da família e suas diferentes gerações. Na Europa foi criado um robô capaz de imitar o comportamento das baratas e que recebeu os feromônios para que as baratas o aceitassem. Deste modo, o robô chamado "InsBot" foi capaz de influenciar o comportamento de grupos inteiros de baratas.